# Český komorní orchestr
Český komorní orchestr (1946 až 1948) byl vytvořen dirigentem Václavem Talichem z vybraných studentů pražské konzervatoře a nově založené Akademie múzických umění. Svým precizním studiem, nekonformním repertoárem a vysokou uměleckou úrovní se stal legendou českého poválečného hudebního života. Spolupracoval s význačnými českými i zahraničními interprety, např. s violoncellistou Pierrem Fournierem nebo s klavíristkou Germaine Leroux. 

Řada instrumentalistů Českého komorního orchestru (ČKO) se později uplatnila jako přední sólisté, komorní nebo orchestrální hráči (zejména v orchestru České filharmonie).

## Obsazení Českého komorního orchestru
Obsazení ČKO se v průběhu let a podle repertoáru měnilo, základem zůstávaly vždy skupiny smyčců: první a druhé housle, violy, violoncella a kontrabasy. Od roku 1947 se někteří mladí instrumentalisté představovali sólisticky i v menších ansámblech, tak zvaných komorních souborech ČKO. 

S orchestrem spolupracovali také profesoři pražské a brněnské konzervatoře (Oldřich Slavíček, Karel Pivoňka, Emanuel Kaucký, Vladimír Říha a další).

### První koncert Českého komorního orchestru
(7. října 1946, Rudolfinum; dirigent Václav Talich, sólista Richard Zika)
- První housle: Jiří Novák (později primárius Smetanova kvarteta), Josef Vlach (později primárius Vlachova kvarteta), Pavel Šling, Otakar Stejskal, Josef Hůla, Václav Kolouch, Luděk Koutník
- Druhé housle: Jiří Schořálek, Adolf Semerák, Karel Fiedler, Jiří Kaňka, Vladimír Vršecký, Jaroslav Motlík
- Violy: Zdeněk Chochola, Soběslav Soukup, Jiří Jelínek, Antonín Mlejnek, Lev Gselhofer (Gsöllhofer), Jaroslav Studený
- Cella: Vladimír Nedbálek, František Sláma, Václav Kovařík, Viktor Moučka
- Kontrabasy: Jan Červený, Zdeněk Trkal, Zdeněk Šrámek
- Hoboje: Jiří Tancibudek, Jaroslav Chvapil
- Fagot: prof. Karel Pivoňka
- Horny: prof. Emanuel Kaucký, Oldřich Kamarýt
- Trubky: Stanislav Sejpal, Antonín Dokoupil
- Tympány: Miroslav Dvorský
- Klavír (cembalo): Zbyněk Mrkos

Zkoušek ČKO se pravidelně zúčastňovali Talichovi žáci v oboru dirigování (např. Charles Mackerras, Milan Munclinger). Někteří z nich se představili s ČKO jako dirigenti (Otakar Trhlík, Vojtěch Vogel, Miroslav Dvorský, Živojin Zdravković).

## Zánik Talichova Českého komorního orchestru a obnovení jeho tradice
Poté, co bylo na jaře roku 1948 Václavu Talichovi znemožněno veřejně vystupovat v Praze, odmítli členové ČKO pokračovat v koncertní činnosti s jiným dirigentem a orchestr rozpustili. S některými hráči nastudoval však Václav Talich ještě cyklus věnovaný menším komorním formám, navazující na tradici komorních souborů ČKO (viz také hesla Milan Munclinger a František Sláma).
V roce 1958 obnovil myšlenku ČKO jeho někdejší druhý koncertní mistr Josef Vlach. Pod jeho vedením tak vznikl nový Český komorní orchestr, i když už v jiném složení. Dramaturgicky navazovalo však toto těleso na repertoár talichovské éry.
Po smrti Josefa Vlacha v říjnu 1988 pokračoval orchestr v činnosti pouze příležitostně, pravidelněji až od sezóny 2002/3 z iniciativy dirigenta Ondřeje Kukala a Vlachovy dcery, houslistky Jany Vlachové. I v jeho programech se často objevuje repertoár původního Talichova ČKO (např. Antonín Dvořák: Smyčcová serenáda E dur; Josef Suk: Serenáda pro smyčce; Wolfgang Amadeus Mozart: Koncertantní symfonie Es dur, Malá noční hudba, Divertimento D dur), ale i současné skladby.